# GRB 090423
GRB 090423 — гамма-всплеск (gamma-ray burst — GRB), обнаруженный космическим аппаратом Swift 23 апреля 2009 года в 07:55:19 UTC. Всплеск длился 10 секунд и находился в созвездии Льва (α: 09ч 55м 33.08с; δ: +18° 08′ 58.9″). Красное смещение спектра послесвечения (z) равнялось 8,2 единицам, что являлось на то время рекордом и означало, что изучаемая вспышка являлась самым дальним наблюдаемым человечеством астрономическим объектом (до этого рекорд принадлежал галактике IOK-1, которая находится от Земли на расстоянии примерно 12,88 млрд световых лет — z=6,96). GRB 090423 также являлся старейшим наблюдаемым объектом нашей Вселенной, поскольку свет от объекта шёл до Земли около 13,035 миллиардов лет. Таким образом, вспышка произошла всего через 630 миллионов лет после Большого взрыва, подтверждая, что массивные звёзды образовывались и умирали в очень молодой Вселенной. Примечательно, что в послесвечении было обнаружено лишь излучение инфракрасного диапазона, и не обнаружено излучения видимого диапазона, что может указывать на сильное поглощение ультрафиолета в ранней Вселенной, или свет блокировался плотными скоплениями пыли.